# Spitok
Spitok, ook Spituk of Pituk genoemd, is een Tibetaans klooster op 7 km westelijk van Leh, de voormalige hoofdstad van het oude koninkrijk Ladakh.
Het is een van de belangrijkste gompa's uit de Tibetaans boeddhistische traditie gelug of geelhoed-boeddhisten van Ladakh en herbergt het hoofdbestuur van een aantal andere kloosters in de regio. Het klooster huisvest 100 monniken en een groot beeld van Kali die onthuld wordt tijdens het Spitok festival.
Het klooster werd gesticht in de 11e eeuw als een roodhoed-boeddhistische traditie en werd door de geelhoeden overgenomen in de 15e eeuw.

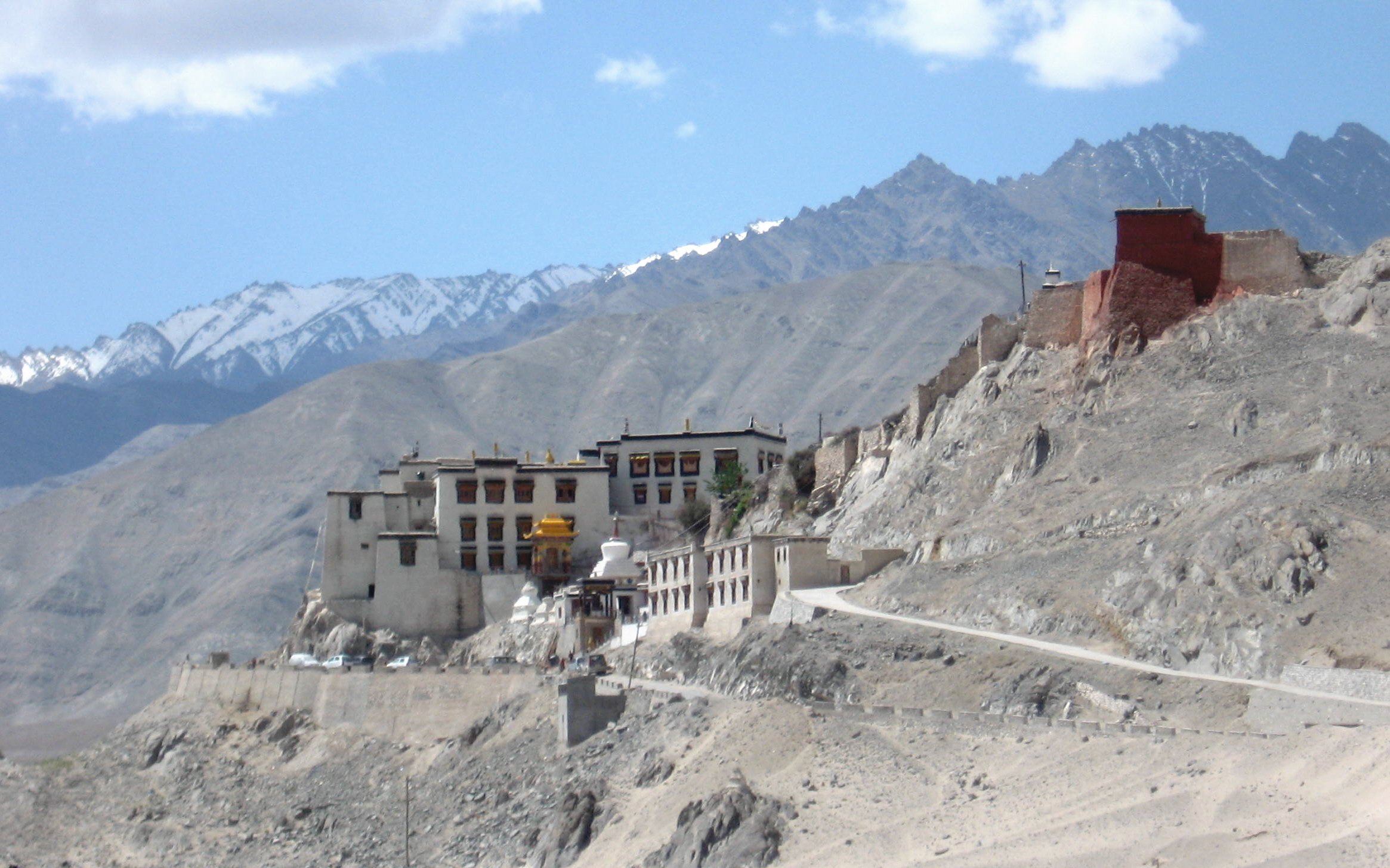
Spitok